# Baksafalva
Baksafalva (németül: Bocksdorf) község Ausztriában Burgenland tartományban a Németújvári járásban.

## Fekvése
Németújvártól 17 km-re északnyugatra a Strém-patak partján fekszik.

## Története
A régészeti leletek tanúsága szerint területén már a kőkorszakban is éltek emberek.
1409-ben "Baxafalva" néven a birtokos Girolti család oklevelében említik először.  1428-ban "Boxfolua", 1455-ben "Bagafalwa" néven szerepek a korabeli forrásokban.
17. századtól általában már németül, "Pucksdorf , Pocksdorf" néven említik.
1469-ben a szalónaki uradalom része lett, mely akkor a Baumkirchner család zálogbirtoka volt. 1527-ben I. Ferdinánd király a rohonci és szalónaki uradalmakat Batthyány Ferencnek adta és ettől fogva a Batthyány család birtoka volt. 1529-ben és 1532-ben elpusztította a török, de újjáépítették és németekkel telepítették be.  1621-ben súlyos pestisjárvány pusztított. A 19. század elején rövid ideig francia megszállás alatt állt. Plébániáját a 16. században alapították. 1580 körül lakói evangélikusok lettek. Első evangélikus lelkipásztora Gregor Mumenius volt. gróf Batthyány Ádám áttérése után a falu is újra katolikus lett. Plébániatemplomát  1777 és 1779 között építették.
Vályi András szerint "POKSZDORF. Német falu Vas Vármegyében, földes Ura Gróf Batthyáni Uraság, lakosai katolikusok, fekszik Német Újvárhoz 3 mértföldnyire, földgye termékeny, legelője, fája tűzre, épűletre van, réttyei jó neműek, néha az áradások járják, szőlőhegye, és gyűmöltsös kertyei vagynak, Stájer Ország mellett fekszik, a’ hol keresetre módgyok van, első osztálybéli."
Fényes Elek szerint "Baksafalu, Poksdorf, német falu, Vas vgyében, a stájer határszélen, 803 kath. lak., s paroch. szentegyházzal. F. u. h. Batthyáni. U. p. Fürstenfeld."
Vas vármegye monográfiája szerint "Baksafalva r. kath. és ág. ev. lakosai túlnyomólag németajkúak. A házak száma 194, a lélekszám 1385. Postája és távírója Szt.-Elek. A község a Strém-patak mellett fekszik. Plébániája 1689-ben már virágzott. A kegyúri jogokat Kottulinszky Teodóra grófnő gyakorolja. Azelőtt a Batthyányiak voltak a földesurai. " 
1910-ben 1365 lakosa volt, ebből 1354 német, 8 magyar, 3 horvát. A trianoni békeszerződésig Vas vármegye Németújvári járásához tartozott. 1921-ben Ausztria Burgenland tartományának része lett. 1945 áprilisában a község területe hadszíntérré vált. A visszavonuló németek a lakosságnak parancsot adtak az evakuálásra, a hidakat felrobbantották, a hegyekben védelmi vonalakat építettek ki. Az oroszok a települést több irányból támadták, végül elfoglalták. A háború után a lakosság hozzálátott az újjáépítéshez. A közeli Mühlach áradása miatt a községet többször sújtotta árvíz is.
2001-ben 791 lakosából 786 német, 5 horvát.

## Nevezetességei
- Szent Anna tiszteletére szentelt római katolikus plébániatemploma 1777 és 1779 között épült barokk stílusban.
- Szent Flórián kápolnáját 2002-ben emelték.
- I. világháborús emlékműve 1925-ben készült, a II. világháború után két új táblával egészítették ki.